# Amorphophallus mildbraedii
Amorphophallus mildbraedii är en kallaväxtart som beskrevs av Kurt Krause. Amorphophallus mildbraedii ingår i släktet Amorphophallus och familjen kallaväxter. Inga underarter finns listade.